# Dynastes maya
Espèce
Dynastes maya est une espèce d'insectes coléoptères de la famille des Scarabaeidae qui vit au Mexique et au Guatemala.

## Description
Le mâle mesure de 50 à 90 mm et la femelle de 40 à 50 mm.

## Étymologie
Son nom spécifique, maya, fait référence aux nombreux sites historiques et archéologiques Maya présent dans les environs du lieu où a été prélevée la série type.

## Publication originale
- Martin Hardy, « Description of a new species of Dynastes Kirby (Coleoptera Scarabaeidae Dynastinae) from North and Central America », Besoiro, vol. 9,‎ janvier 2003, p. 3-9 (ISSN 1267-2157, OCLC 733585539, lire en ligne).